# Lytta magister
Lytta magister es una especie de coleóptero de la familia Meloidae.

## Distribución geográfica
Habita en California y Arizona (Estados Unidos).